# Židovský hřbitov v Pňovanech
Židovský hřbitov v Pňovanech leží v lese jižně od obce za Hracholuským potokem. Je chráněn jako kulturní památka České republiky.
V areálu s původním vchodem z východní části se zachovalo kolem 40 náhrobních kamenů, s nejstarším z roku 1726 a ruiny ohradní zdi. Brána i márnice podlehly devastaci během okupace a doby komunismu.
V obci se nachází také bývalá synagoga.